# Cagliari (storbyområde)
 For alternative betydninger, se Cagliari (flertydig). (Se også artikler, som begynder med Cagliari)
Cagliari (italiensk: 'Città metropolitana di Cagliari') er en storbyområde i regionen Sardinien i Italien. Er blevet oprettet i 2017.
Der var 430 656 indbyggere ved folketællingen i 2018.

## Geografi
Cagliari grænser til:
- i nord mod provinsen Sud Sardegna og
- i syd mod Middelhavet

39°13′00″N 9°07′00″Ø / 39.216667°N 9.116667°Ø